# I Элиева когорта моряков (Аравия)
I Элиева когорта моряков (лат. Cohors I Aelia Classica) — вспомогательное подразделение армии Древнего Рима, относящаяся к типу Cohors peditata.
Данное подразделение было создано в эпоху правления императора Адриана. Солдаты когорты, по всей видимости, были набраны из моряков одного из провинциальных флотов, вероятно, Александрийского или Сирийского. I Элиева когорта дислоцировалась в провинции Аравия Петрейская и заменяла, очевидно, одно из подразделений, отправленных из этого региона в Иудею на подавление восстания Бар-Кохбы. Она упоминается в нескольких военных дипломах, относящихся к периоду 142—145 годов.